# Кургомень
Ку́ргомень — сельский населённый пункт в Виноградовском районе Архангельской области России. Входит в состав Виноградовского муниципального округа. До 2021 года входила в состав Рочегодского сельского поселения.

## География
Кургомень состоит из бывших деревень: Анкудимовская (Бирюлины), Артёмовская (Степановы), Гавриловская (Валовы), Елизаровская (Погост), Ефремовская (Демидиха), Ильинская (Лидинщина), Калининская (Нижний конец), Курликовская (Кулачиха), Никитинская (Филиппиха), Починок Бетов (Кулига), Починок Второй (Малая деревня), Починок Ильинский (Большая деревня), Прокопьевская (Мокричиха), Селивановская (Гора), Синцовская (Каторино), Торхово.
Кургомень стоит на возвышенности, на правом берегу Северной Двины, напротив неё находится остров Лоза. До Архангельска по реке — 354 км, до Березника — 48 км. Ниже Кургомени по течению Северной Двины располагается посёлок Рочегда, а выше — село Топса. На левом берегу Северной Двины находится деревня Тулгас, а севернее Кургомени берут начало реки Ундыш (Ундыль, Кундыш) и Речка (Ричка), впадающие в Кургоменский Полой (Курью). Южнее течёт река Луговуша. Выделяются озёра — Подлидинское, Круговицкое. В Ундыш течёт Казённый ручей.
Через Кургомень проходит автотрасса Усть-Ваеньга — Осиново — Рочегда — Кургомень — Сельменьга — Фалюки.

## История
Кургомень — древнее село, известное как новгородское владение Кургоминская боярщина. Кургомень была в первой половине XV века частью владений в Заволочье новгородского посадника, второго мужа знаменитой Марфы Борецкой, Исаака Андреевича Борецкого. После битвы на реке Шиленьге в 1471 году, где московская рать одержала победу над втрое превосходившими их по численности новгородцами, Кургомень с другими двинскими селениями попала под власть Великого Княжества Московского и была включена в состав Подвинского стана Важского уезда. В 1552 году, после введения права самоуправления, в Кургоминской волости была учреждена земская изба во главе с земским старостой, избираемым из числа «лучших людей» (зажиточных крестьян и торговцев). В 1615 году (при Михаиле Фёдоровиче) Кургомень вошла в состав Подвинской четверти, чети (Подвинского четвертного правления) в Важском уезде. После образования в 1708 году Архангелогородской губернии, Кургомень подчинялась городу Ваге. В 1715 году Кургомень вошла в состав новой административно-фискальной единицы — Важской доли. С 1719 года Кургомень — в Важском дистрикте Двинской (Архангелогородской) провинции. В [1727 году Важский дистрикт был переименован в Важский уезд, хотя название «уезды» продолжало употребляться в официальных документах все эти годы, невзирая на их официальную отмену. С 1757 года Кургомень — в Шенкурской половине Важского уезда Двинской (Архангелогородской) провинции. В 1775 году деление губерний на провинции было отменено, Двинская провинция упразднена. В 1780 году Важский уезд был упразднён, а Кургомень вошла в состав Шенкурского уезда Архангельской области Вологодского наместничества. С 1784 года — в Архангельском наместничестве, а с 1796 года — в Архангельской губернии. До 1797 года Кургоминская волость была в ведении Московского приказа Большого дворца, а с 1797 года, когда был создан Кургоминский удельный приказ, в Департаменте уделов Министерства императорского двора). Тогда Кургоминская волость занимала всю южную территорию нынешнего Виноградовского района, но центр волости был не в Кургомени, а в заостровском селе Яковлевское. В 1837 году Кургоминская волость вошла в состав второго полицейско-административного стана Шенкурского уезда. Ещё в XIX веке, почти все жители Кургомени были старообрядцами бегунского толка. C деятельностью бегунов связывают распространение легенды о Беловодье. В 1903 году Кургоминская волость отошла к ведению третьего полицейского стана. После революции начался активный процесс дробления волостей, тесно связанный с земельным переделом и с желанием крестьян иметь свой административный аппарат, максимально приближённый к нуждам деревни. В 1918 году из правобережной части Кургоминской волости была создана Топецкая волость, в её составе оказалось и Кургоминское общество.
В 1918—1919 годах территория Кургоминского сельского общества была занята союзными войсками интервентов. Здесь шли бои «белых» с «красными». Здесь же находился аэродром, на котором были сосредоточены самолёты Славяно-Британского авиакорпуса и штаб интервентов, который находился в доме В. М. Зыкова.
После Гражданской войны Кургомень стала центром Кургоминского сельсовета. В 1924 году в Архангельской губернии началось укрупнение волостей. Постановлением ВЦИК «Об административном делении Архангельской губернии» от 09 июня 1924 года Борецкая и Топецкая волости были включены в состав Кургоминской волости и Кургомень вернулась в состав Кургоминской волости. Таким образом, с 1918 года по 1924 год Кургомень (Кургоминское общество) не входила в состав Кургоминской волости. После присоединения Топецкой волости к Кургоминской волости в 1924 году и Ростовской волости в 1926 году, административный центр Кургоминской волости так и не оказался в Кургомени, а был в Топсе: сначала в деревне Большая Зиновьевская, затем — в деревне Заколупино. В 1929 году губернско-уездно-волостное деление было упразднено, а Кургоминский сельсовет вошёл в состав Березницкого (Березниковского) района Архангельского округа Северного края. С 1936 года Кургомень — в Северной области, с 1937 года — в Архангельской области. В 1940 году Березниковский район был переименован в Виноградовский.
В 1958 году, решением Облисполкома Архангельской области от 25 февраля 1958 года, Кургоминский сельсовет был ликвидирован, а подчинённые ему территории были разделены между Топецким сельсоветом и Рочегодским поселковым советом. Кургомень оказалась в составе Топецкого сельсовета. С 2004 года по 2021 год Кургомень находилась в составе в Рочегодского сельского поселения (МО «Рочегодское»).

## Население
| 2002 | 2010 | 2012 |
| ---- | ---- | ---- |
| 84   | ↘54  | ↘35  |

Национальный состав (на 2002 год): русские — 96 %.
В 1785 году в Кургоминской волости проживало 648 человек. В 1888 году в 13 деревнях Кургоминского прихода было 910 душ обоего пола (412 муж. и 498 жен.).
По переписи 1920 года, в Кургоминском сельском обществе Топецкой волости проживало 1060 человек обоего пола: Калининская (Нижний Конец) — 164 чел., Никитинская (Филипиха) — 125 чел., Ильинская (Голиковы, Лидиньшина) — 116 чел., Селивановская (Гора) — 88 чел., Елизаровская (Кургоминский Погост, Рада) — 65 чел., Гавриловская (Валовы) — 59 чел., Прокопьевская (Мокричиха) — 56 чел., Починок Другого (Малая Деревня) — 54 чел., Артёмовская (Степановы) — 46 чел., Ефремовская (Демидиха) — 44 чел., Курликовская (Кулачиха) — 44 чел., Анкудиновская (Бирюлины) — 37 чел., Ильинский Починок (Большая Деревня) — 35 чел., Синцовы (Каторины) — 35 чел., Починок Сеньки Григорьева — 32 чел., Починок Нондрус — 28 чел., Починок Бетов — 19 чел., Васильевская (Новинка) — 13 человек.
По переписи от 17 декабря 1926 года в Кургоминском с/с Кургоминской волости было 1007 человек. На 1 января 1934 года на территории Кургоминского сельсовета Березниковского района проживало 1196 человек.

## Экономика
Издревле в Кургомени занимались сельским хозяйством, заготовкой леса, смолокурением. Кургомень была одним из центров Борецкой росписи. В советское время существовала коммуна (сельхозартель) «Ленинский путь», колхозы «Волна» и «Заря», совхоз «Виноградовский» (2-е отделение), было две фермы, 2 конюшни, молокозавод. Ныне село обезлюдело.

## Культура
Каждый год в Кургомени отмечают главный местный праздник Ильин день.

## Достопримечательности
Озёра Подлидинское и Круговицкое, смородиновый остров Лоза и другие острова, пляж на Полое, заповедные сосны на Красной Горке, речка Ундыш, старая мельница, сосновый лес Рада с соснами необычной формы, сосновый бор за рекой Луговушей, родник под Большой Деревней и др.
У медпункта установлен памятник погибшим в Гражданскую (7 человек) и в Великую Отечественную (более 70 человек) войны.

## Этимология
Название Кургомень происходит от русского «курья» — залив, уходящий в луга и болота, протока, старица.; либо от финно—угорского «корга» — каменистая отмель, гряда, и вепсского «немь, мень» — пойменный луг, наволок, либо карельского «ниеми» — мыс.

## Карты
- Топографическая карта P-38-51,52. (Лист Сергеевская)]
- Кургомень на Wikimapia
- Кургомень. Публичная кадастровая карта